# RK Vojvodina
La RK Vojvodina è una società serba di pallamano di Novi Sad.

## Storia
Nel 2023 vince EHF European Cup per la prima volta.

## Palmares

### Competizioni nazionali
- Campionato di pallamano maschile di Serbia e Montenegro: 1

2004-05
- Coppa di Serbia e Montenegro: 2

2004-05, 2005-06
- Campionato serbo di pallamano maschile: 12

2012-13, 2013-14, 2014-15, 2015-16, 2016-17, 2017-18, 2018-19, 2020-21, 2021-22,
2022-23, 2023-24
- Coppa di Serbia: 6

2010–11, 2014–15, 2018–19, 2019–20, 2020–21, 2022–23, 2024-25
- Supercoppa serba: 8

2013, 2014, 2015, 2016, 2018, 2019, 2023, 2024

### Competizioni internazionali
- EHF European Cup: 1

2022-23

## Rosa 2024-2025
| N° | Naz.                   | Ruolo | Sportivo          | Anno |  |  |
| -- | ---------------------- | ----- | ----------------- | ---- |  |  |
| 1  | Croazia (bandiera)     | P     | Fran Lučin        | 2000 |  |  |
| 12 | Serbia (bandiera)      | P     | Marko Draško      | 2004 |  |  |
| 16 | Serbia (bandiera)      | P     | Andrej Trnavac    | 1998 |  |  |
| 2  | Serbia (bandiera)      | A     | Simo Šijan        | 2000 |  |  |
| 3  | Serbia (bandiera)      | A     | Vukašin Vorkapić  | 1997 |  |  |
| 4  | Serbia (bandiera)      | PV    | Aleksa Radenković | 1997 |  |  |
| 6  | Serbia (bandiera)      | T     | Milan Milić       | 1998 |  |  |
| 7  | Croazia (bandiera)     | A     | Fran Mileta       | 2000 |  |  |
| 10 | Serbia (bandiera)      | T     | Miljan Vukovljak  | 1990 |  |  |
| 13 | Serbia (bandiera)      | PV    | Andrija Stankov   | 2007 |  |  |
| 14 | Brasile (bandiera)     | T     | João Pedro Silva  | 1994 |  |  |
| 17 | Serbia (bandiera)      | T     | Đorđe Draško      | 2007 |  |  |
| 19 | Serbia (bandiera)      | T     | Miljan Pušica     | 1991 |  |  |
| 24 | Serbia (bandiera)      | A     | Bojan Rađenović   | 1994 |  |  |
| 33 | Serbia (bandiera)      | T     | Jovica Nikolić    | 2001 |  |  |
| 34 | Serbia (bandiera)      | A     | Stefan Dodić      | 2003 |  |  |
| 35 | Serbia (bandiera)      | PV    | Branko Predović   | 2002 |  |  |
| 45 | Slovenia (bandiera)    | PV    | Miha Kavčič       | 1998 |  |  |
| 79 | Egitto (bandiera)      | T     | Ahmed Hesham      | 1997 |  |  |
| 87 | Bielorussia (bandiera) | T     | Barys Pukhouski   | 1987 |  |  |
| 98 | Serbia (bandiera)      | T     | Milan Jovanović   | 1998 |  |  |